# Herbarij
Herbarij (iz latinščine herba = rastlina) je sistematično urejena zbirka posušenih rastlin oziroma rastlinskih delov. Običajno je posušen rastlinski material shranjen v papirnatih polah, obstajajo pa tudi herbariji, pri katerih so rastline konzervirane v tekočinah, na primer v etanolu. Izraz herbarij se uporablja tudi v mikologiji za zbirke gliv.
Najstarejši znani herbarij na Slovenskem je iz leta 1696; uredil ga je zdravnik Janez Krstnik Flysser iz Ljutomera. 

## Izdelava herbarija
Rastline, ki jih naberemo, običajno na kraju rastišča shranimo v vreče iz umetne mase in čim prej prenesemo v prostor, kjer jih posušimo. Tak prostor mora biti suh in topel. Rastline je treba stisniti, kar lahko naredimo z enastavno obtežitvijo rastline, vložene v papirnato polo, časopisni papir ali drug vpojen material. Pri sušenju rastline moramo preprečiti plesnitev. Papir, v katerega vložimo rastlino, zato redno menjujemo in na ta način preprečimo zastajanje vlage. Za stiskanje rastlinskega materiala obstajajo tudi posebej za to narejene preše. 
Vsako rastlino v herbariju mora spremljati tako imenovana herbarijska etiketa, ki navaja osnovne podatke o rastlini, nabiralcu, datumu nabiranja, rastišču ...

## Namen herbarija
Herbarij omogoča botanikom stalni vpogled v rastlinstvo določenega geografskega območja v določenem času. Na osnovi herbarijev je možno ugotavljanje sprememb v nahajanju določene rastline na določenem območju ter primerjava rastlin iste vrste iz različnih geografskih območij.
Herbariji morajo biti shranjeni v posebnih prostorih z definiranimi in nadzorovanimi razmerami, da ne pride do gnitja, plesnitve ... 